# 有馬エクスプレス号
有馬エクスプレス号（ありまエクスプレスごう）は、大阪府大阪市および兵庫県神戸市中央区と、神戸市北区有馬温泉との間を結ぶ昼行高速バスである。
なお、本項では統合前の有馬エクスプレス大阪号・有馬エクスプレス神戸号、および京都駅（京都府京都市）発着の有馬エクスプレス京都号、本路線と運行区間が重複する神戸USJ号についても記述する。
各系統（神戸USJ号の一部を除く）とも全席指定制のため、乗車には事前の予約が必要。

## 概要
有馬温泉へは、従来阪急バスが大阪（梅田・阪急三番街）から有馬急行線を、神戸（三宮）からは三宮有馬線（各停便・神姫バスと共同運行）を運行していたが、当路線は2009年（平成21年）に兵庫県で開催される「あいたい兵庫デスティネーションキャンペーン」に向け、新幹線利用客の利便を図るべく開設された。

## 運行事業者
- 西日本JRバス （大阪北営業所、神戸営業所）※2020年11月30日までは、京都営業所も担当。
- 本四海峡バス ：有馬エクスプレス号（7号・11号・10号・14号）を担当。※2020年11月30日までは有馬エクスプレス京都号（4号・5号）も担当。

## 運行路線
有馬エクスプレス号
新神戸駅 - 三宮バスターミナル - （新神戸トンネル） - （阪神高速道路北神戸線） - 有馬温泉
※下り1号・5号・7号・11号・15号・19号、上り4号・8号・10号・14号・18号・22号（22号は平日のみ運行）。
湊町バスターミナル (OCAT) - 大阪駅JR高速バスターミナル - 新大阪駅 - （新御堂筋） - （中国自動車道） - （阪神高速道路北神戸線） - 有馬温泉
※下り103号・117号、上り106号・120号。うち103号は大阪駅始発（OCATには停車しない）。
大阪駅JR高速バスターミナル - 湊町バスターミナル (OCAT) - 三宮バスターミナル - 有馬温泉
※下り309号・313号・121号、上り312号・316号・124号（300番台は土・日・祝日のみ運行）。
ユニバーサル・スタジオ・ジャパン(USJ)←三宮バスターミナル←有馬温泉
※上り202号のみ。

## 過去の運行路線
有馬エクスプレス京都号
京都駅 烏丸口 - 有馬温泉　※2020年12月1日より運行休止 。
毎日運行便1日3往復。
神戸USJ号
三宮バスターミナル - ユニバーサル・スタジオ・ジャパン (USJ)　※2020年12月1日より運行休止 。
毎日運行便下り3本、上り2本。

## 運行回数
- 有馬エクスプレス号：毎日運行便1日9往復、平日運行便上り1本、土・日・祝日運行便1日2往復。

## 歴史
- 2008年（平成20年）8月8日 - 「有馬エクスプレス大阪号」「有馬エクスプレス神戸号」運行開始。
- 2009年（平成21年）4月1日 - 「有馬エクスプレス神戸号」を1往復増便（6往復→7往復）。
- 2011年（平成23年）10月1日 - 「有馬エクスプレス大阪号」と「有馬エクスプレス神戸号」を統合、「有馬エクスプレス号」となる。大阪系統がJR難波駅（湊町バスターミナル (OCAT) ）立ち寄りを開始する。
- 2015年（平成27年）
  - 4月1日 - 神戸 - ユニバーサル・スタジオ・ジャパン(USJ)線の運行を開始。1日2往復[3]。
  - 9月1日 - ユニバーサル・スタジオ・ジャパン(USJ)発着便の運行を開始。土休日に1往復増便[4]。
- 2017年（平成29年）4月1日 - 「有馬エクスプレス京都号」の運行を開始（1日1往復）。また、各系統で交通系ICカードの利用も開始（神戸USJ号は同年3月1日開始[5]）。「有馬エクスプレス号」のユニバーサル・スタジオ・ジャパン(USJ)発の下り1便が三宮バスターミナル止となる[6]。
- 2018年（平成30年）
  - 3月1日 - 「有馬エクスプレス京都号」を平日1日2往復、土日祝日1日3往復に増便[7]。
  - 10月1日 - 「有馬エクスプレス号」（新神戸駅発着便）を2往復増便、「有馬エクスプレス京都号」の土日祝日運行便を毎日運行に変更。当該便は本四海峡バスが運行[8]。
- 2020年（令和2年）12月1日 - 「有馬エクスプレス京都号」、神戸 - ユニバーサル・スタジオ・ジャパン(USJ)線を運行休止[2]。

## 車両
- トイレ付き4列シート車両で運行。
  - 徳島・高松線用車両の間合い運用。